# Friz
Friz, właśc. Karol Paweł Wiśniewski (ur. 13 lutego 1996 w Krakowie) – polski influencer, youtuber, przedsiębiorca oraz muzyk. Drugi pod względem liczby subskrypcji indywidualny twórca na polskim YouTubie. Drugi co do popularności influencer w Polsce w 2021 roku według Forbesa.

## Życiorys

### Kariera
W 2010 roku Karol Wiśniewski zaczął zamieszczać filmy w serwisie YouTube, które związane były między innymi z jazdą na rolkach, pierwszy film udostępniony w serwisie przez Friza nosił nazwę „Wisnia Rolki 1”. Nagrywał wówczas pod pseudonimem „FreeZe” oraz „WiśniA”. Późniejsze materiały były głównie związane z grą Minecraft i Pokémon Go, ponadto na swoim kanale twórca udostępniał filmy z wideoprankami, które inspirowane były innymi polskimi twórcami m.in. Rezim czy Stuu.
Po osiągnięciu dużej popularności wraz ze swoim kolegą Mateuszem Trąbką ps. Tromba oraz Łukaszem Wojtycą ps. Wujek Łuki, w sierpniu 2018 roku założył zespół twórców internetowych nazywany Ekipą Friza. Przez dwa lata nagrywali jedynie na YouTube, a w lutym 2020 roku zadebiutowali muzycznie wydając swój pierwszy utwór pt. „Przejmujemy jutuby” we współpracy z Wip Bros. Piosenka zgromadziła ponad 71 milionów wyświetleń. W późniejszych latach do grupy założonej przez Karola Wiśniewskiego dołączyło dziewięciu nowych artystów, a sam zespół w 2021 roku wydał album studyjny zatytułowany Sezon 3. Podczas tworzenia albumu jego zespół współpracował z popularnymi artystami muzycznymi, takimi jak Cleo, Donatan, B.R.O czy Roksana Węgiel.
17 listopada 2020 Friz wystąpił wraz z piosenkarzem Igo w programie Kuba Wojewódzki, na antenie stacji TVN.
W 2021 roku zajął drugie miejsce w rankingu najpopularniejszych polskich influencerów, stworzonym przez czasopismo Forbes oraz 21. miejsce na liście 40 najbogatszych Polaków, którzy nie ukończyli czterdziestego roku życia według tygodnika „Wprost”. W tym samym roku ogłosił start programu pt. „Twoje pięć minut”. Jego zwycięzcy prowadzili kanał „GenZie” wydając 365 filmów i zdobywając milion obserwujących w przeciągu roku.
25 lipca 2022 twórca potwierdził, po wielu dniach niepewności co do przyszłości „Ekipy Friza”, że „Wspólny projekt się kończy...”. Jednocześnie podał, że skupi się na nowych inicjatywach w sieci.
W październiku 2023 roku youtuber stworzył program pt. "Mafia IRL". Drugi sezon programu miał premierę 2 czerwca 2024 roku, a trzeci pojawił się 17 października tego samego roku.
22 października 2023 roku został największym indywidualnym twórcą na polskim YouTube, wyprzedzając Blowka. Tytuł ten stracił jednak 10 lutego 2024 roku kiedy został wyprzedzony przez Blowka.
Do 5 sierpnia 2025 uzyskał 5,34 mln subskrybentów, a wszystkie jego filmy wyświetlono ponad dwa miliardy razy.
Majątek Karola Wiśniewskiego szacowany jest na 151 milionów złotych.

### Przedsiębiorstwa
Wraz z Ekipą stworzył 7 przedsiębiorstw: Ekipa Holding (spółka akcyjna), EkipaToNosi (sklep odzieżowy, akcesoria), Laniakea Pictures (wytwórnia filmowa), Ekipa Investments (podmiot inwestycyjny), Serwer Ekipy, Ekipa Management oraz Join Our Dreams.

## Życie prywatne
W 2018 roku został partnerem Weroniki Sowy (ps. Wersow), również polskiej osobowości internetowej. Razem z innymi twórcami mieszkał w „Domu Ekipy” – willi położonej w Krakowie. Ukończył Technikum Chemiczne i Ochrony Środowiska nr 3 im. Marii Skłodowskiej-Curie.. 19 czerwca 2023 roku został ojcem Mai Wiśniewskiej, której matką jest Weronika Sowa.

## Dyskografia

### Jako główny artysta
| Rok | Tytuł                                          | Najwyższa pozycja na liście | Najwyższa pozycja na liście | Najwyższa pozycja na liście | Najwyższa pozycja na liście | Najwyższa pozycja na liście | Certyfikat                | Album        |
| Rok | Tytuł                                          | Billboard                   | Apple Music                 | iTunes                      | Spotify                     | Rap 20                      | Certyfikat                | Album        |
| Rok | Tytuł                                          | POL                         | POL                         | POL                         | POL                         | Rap 20                      | Certyfikat                | Album        |
| --- | ---------------------------------------------- | --------------------------- | --------------------------- | --------------------------- | --------------------------- | --------------------------- | ------------------------- | ------------ |
| 2021 | „Yo mamale” (oraz Masny Ben, gościnnie: Ekipa) | X                           | 12                          | 11                          | 1                           | 20                          |                           | –            |
| 2022 | „Bombsite B” (oraz Gimpson, Remo, Mamiko)      | 17                          | –                           | –                           | 29                          | –                           |                           | –            |
| 2022 | „Awaryjne światła” (oraz Mr. Polska)           | –                           | –                           | –                           | –                           | –                           | - POL: 2× platynowa płyta | –            |
| 2022 | „Vanilla” (oraz Przemek.pro)                   | –                           | 19                          | 16                          | 6                           | –                           | - POL: platynowa płyta    | –            |
| 2023 | „Taka sama” (z Wersow)                         | –                           | –                           | –                           | –                           | –                           |                           | Wersow Store |
| „–” oznacza, że singel nie był notowany na danej liście. „X” oznacza, że dana lista przebojów nie istniała w danym okresie. |                                                |                             |                             |                             |                             |                             |                           |              |

### Remiksy
| Rok  | Tytuł                                        | Najwyższa pozycja na liście | Album |
| Rok  | Tytuł                                        | Spotify                     | Album |
| Rok  | Tytuł                                        | POL                         | Album |
| ---- | -------------------------------------------- | --------------------------- | ----- |
| 2022 | „Vanilla (Remix)” (oraz Przemek Pro, Żabson) | 13                          | –     |

### Single promocyjne
| Rok  | Tytuł                                                         | Najwyższa pozycja na liście |
| Rok  | Tytuł                                                         | POL                         |
| ---- | ------------------------------------------------------------- | --------------------------- |
| 2025 | „Labubu” (Friz, Kacper Błoński, Postirol, Kartonii, Hi Hania) | 5                           |

## Filmografia

### Filmy
- 2021: Influencerzy bez cenzury (film dokumentalny)[42][43] – reżyseria, produkcja
- 2024: Ponad 15 lat tworzylem ten film (film dokumentalny)[44][45] – reżyseria

### Programy telewizyjne
- od 2021: Twoje 5 minut[46] – produkcja, pomysłodawca
- od 2023: Mafia w prawdziwym życiu[47][48] – produkcja, pomysłodawca, prowadzący
- od 2024: Monopoly IRL[49] – reżyseria, produkcja, prowadzący

## Nagrody i nominacje
| Rok  | Konkurs                  | Tytułem     | Rezultat |
| ---- | ------------------------ | ----------- | -------- |
| 2020 | Gwiazda Young (Party.pl) | całokształt | Wygrana  |